# Fulgurotherium
Fulgurotherium is een geslacht van uitgestorven plantenetende ornithischische dinosauriërs dat tijdens het Vroeg-Krijt leefde in het gebied van het huidige Australië.

## Vondst en naamgeving
De typesoort Fulgurotherium australe is in 1932 benoemd en beschreven door Friedrich von Huene. De geslachtsnaam is afgeleid van het Latijnse fulgur, 'bliksem', en het Klassiek Griekse therion, 'beest', een verwijzing naar Lightning Ridge in New South Wales, de vindplaats. De soortaanduiding betekent 'zuidelijk' in het Latijn.
Het holotype BMNH R.3719 bestaat slechts uit de onderkant van een dijbeen, gevonden in een laag uit het Albien. Andere fossielen uit dezelfde vindplaats omvatten een tweede dijbeen, een schouderblad en een tand. In 1986 wezen Thomas Ridge en Ralph Molnar stukken dijbeen uit de Dinosaur Cove aan de soort toe maar deze toewijzing is omstreden.

## Beschrijving
Het fossiel is geopaliseerd. Het is beschadigd en ongeveer drie centimeter breed en vier lang. Gregory S. Paul schatte in 2010 de lichaamslengte op 1,3 meter, het gewicht op zes kilogram.

## Fylogenie
Von Huene wees de soort toe aan de Ornithomimidae. Uitgaande van de veronderstelling dat het een lid van de vleesetende Theropoda betrof, achtte Rodney Steel het in 1970 een jonger synoniem van de ook door von Huene op grond van schamele resten beschreven theropode Walgettosuchus woodwardi. Ridge en Molnar construeerden de vondsten echter als een kleine planteneter, lid van de Hypsilophodontidae. Tegenwoordig wordt echter door de meeste onderzoekers aangenomen dat het taxon een nomen dubium is, zij het vermoedelijk wel een lid van de Euornithopoda.